# Louiqa Raschid
Louiqa Raschid (geb. 17. März 1958 in Colombo, Sri Lanka) ist eine sri-lankisch-US-amerikanische  Computerwissenschaftlerin, die sich auf die Anwendung von Datenbankmanagement und Data Science im Daten- und Katastrophenmanagement in Biologie, Medizin, Finanzen und Sozioökonomie spezialisiert hat. Sie ist Professorin an der Robert H. Smith School of Business und am Institute for Advanced Computer Studies der University of Maryland, College Park.

## Ausbildung und Karriere
Raschid besuchte das Bishop's College und den St. Bridget's Convent in Colombo, Sri Lanka. Sie erlangte 1973 das General Certificate of Education mit dem besten Ergebnis ihres Jahrgangs. Anschließend ging Raschid nach Indien an die Universität. Sie erlangte 1980 ihren Bachelor of Technology am Indian Institute of Technology Madras. 1987 erlangte Raschid ihren Doktorgrad (Ph.D.) in Elektrotechnik an der University of Florida.
Sie ging 1987 als Assistenzprofessorin an die Robert H. Smith School of Business. 2002 erhielt Raschid eine volle Professur. Seit 1994 ist sie zudem am Institute of Advanced Computer Studies (UMIACS) und dem Department of Computer Science der University of Maryland tätig.
Von 2013 bis 1017 war Raschid Chefredakteurin des ACM Journal of Data and Information Quality.
Raschid leitet ein von der National Science Foundation und der Computing Research Association gesponsertes Projekt zur Entwicklung einer gemeinschaftlichen Finanz-Cyberinfrastruktur und zur Erstellung einer „Data Science for Finance“-Forschungsagenda. Sie organisierte 2010 und 2012 zwei Workshops zu Wissensrepräsentation und Finanz-Cyberinfrastruktur. Diese Bemühungen sowie ein Bericht der National Academy of Sciences führten 2013 zur Gründung des Programms „Computational and Information Processing Approaches to and Infrastructure in support of, Financial Research and Analysis and Management (Computer- und informationsverarbeitende Ansätze und Infrastruktur zur Unterstützung von Finanzforschung und -analyse und -management, CIFRAM)“ der National Science Foundation.
Zu den Forschungsinteressen Raschids gehören Wide Area Data Delivery, also das Verstehen des Verhaltens von Anwendungen in einem Wide Area Network; das Datenmanagement für Biowissenschaften, konkret die Entwicklung von Tools für Wissenschaftler zur Integration von Daten aus stark vernetzten Quellen der Biowissenschaften mit den Herausforderungen Abfrageplanung und -optimierung, Erkunden von Suchräumen in großen Diagrammen und Ranking von Abfrageergebnissen; Humanitäre IT einschließlich F/OSS-Katastrophenmanagementlösungen, Katastrophendatenmanagement und Datenintegration in komplexen Informationsräumen; Netzdatenmanagement einschließlich Ressourcenüberwachung, skalierbarer Optimierung und auktionsbasierten Mechanismen für die Ressourcenzuweisung.

## Anerkennung
Raschid wurde 2016 zu einem Fellow of the Association for Computing Machinery „für Data Management und Integration in nicht-traditionelle Gebiete wie Biomedizin, Finanzen und humanitäre Anwendungen“. 2021 wurde sie ein Fellow des IEEE.